# Hlavonožci
Hlavonožci (Cephalopoda) jsou vývojově nejpokročilejší třída měkkýšů. Všichni jsou aktivní mořští dravci. Patří k nim starobylé loděnky, inteligentní chobotnice, sépie, olihně, obří krakatice a vyhynulí amoniti, belemniti a další. Recentní hlavonožci se dělí na potřídy čtyřžábrých (loděnka) a dvoužábrých (chobotnice, oliheň, …)
Hlavonožci měří od jednoho centimetru do mnoha metrů (i přes 20 m). Mají dvoustranně souměrné tělo, ramena a chapadla. Ramen je u starobylých druhů, jako je loděnka, okolo 30 až 90 a jsou krátká. Vyspělé druhy jich mají méně, zato jsou delší a mají přísavky. Decapodiformes (desetiramenatci) mají 8 kratších ramen a 2 delší chapadla a Octopodiformes (osmiramenatci, chobotnice) mají 8 stejně dlouhých ramen. Chobotnice mohou přijít o několik ramen, která jim znovu dorostou. Pohybují se třemi způsoby, buď vlněním ploutevního lemu nebo ramen, nebo vytlačováním vody ze sifonu. Tento tryskový pohyb umožňuje některým menším druhům i vyskakovat nad hladinu. Dýchají žábrami. V ohrožení vypouštějí hlavonožci inkoustový oblak, který je skryje a mohou tak nepozorovaně uniknout. Barvivo je buď černé, nebo hnědé.

## Evoluční význam
V geologické minulosti naší planety hrály některé skupiny měkkýšů ještě významnější roli než dnes. Mezi velmi početné a druhově rozmanité skupiny patří například belemniti a především pak amoniti, charakterističtí svými většinou výrazně zatočenými schránkami. Amoniti byli v druhohorách natolik početní, že sehráli úlohu tzv. indexových fosilií. Objevili se již ve starších prvohorách před více než 400 miliony let (máme‑li na mysli skupinu Ammonoidea) a vyhynuli krátce po hromadném vymírání na konci křídy, zhruba před 65,5 miliony let.

## Popis těla

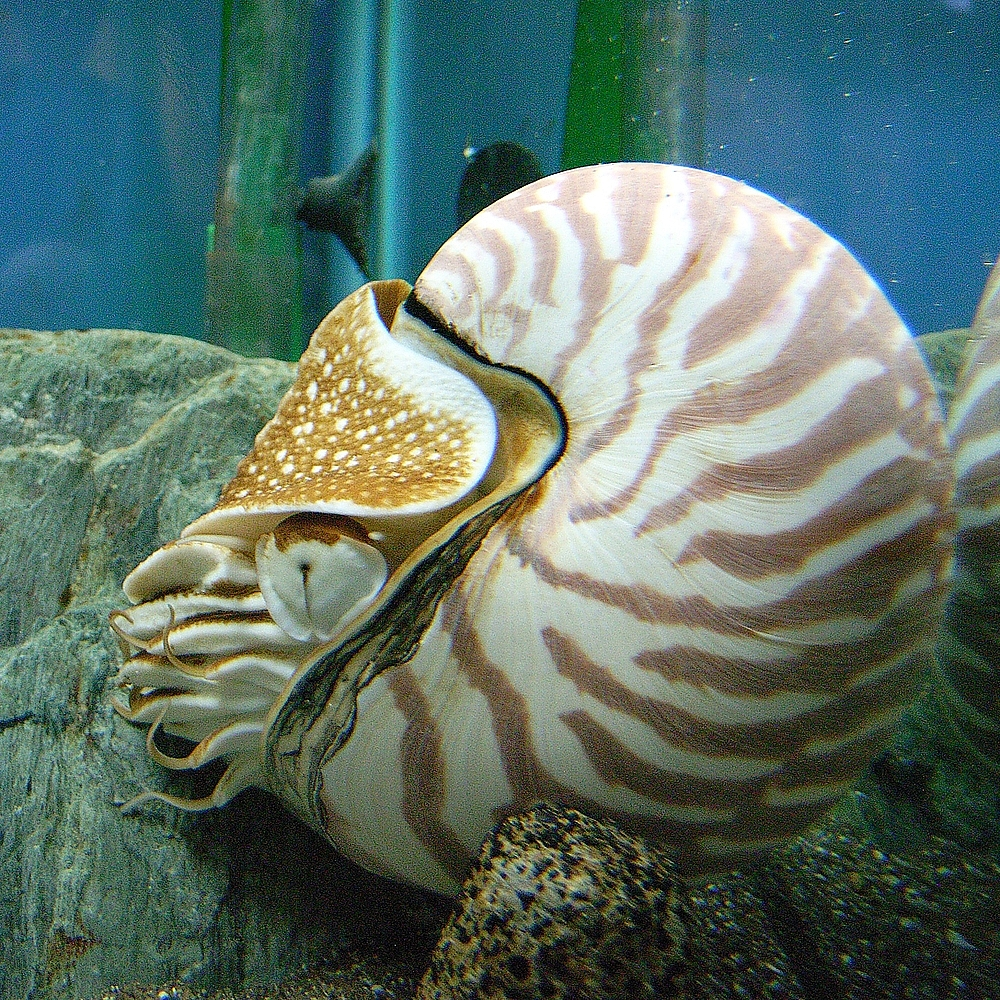
Loděnka (živoucí zkamenělina) má schránku a štěrbinové oči

### Schránky

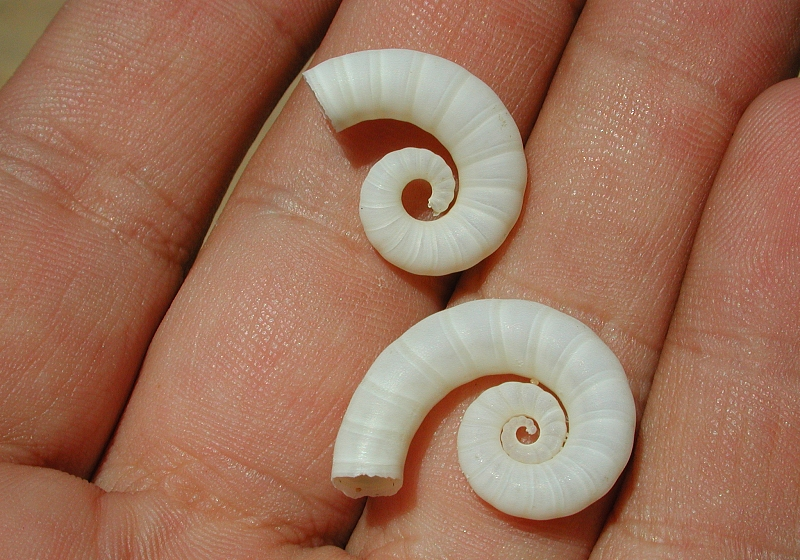
Schránka spirálovce nacházející se uvnitř jeho těla, v porovnání s velikostí lidské ruky

Původně měli všichni hlavonožci vnější schránku, dnes ji mají pouze loděnky. Schránka se v evoluci přemístila dovnitř těla. Sépie má sépiovou kost, další desetiramenatci jen tzv. meč a chobotnice ztratily schránku úplně. Jejich mozek je však obvykle krytý chrupavčitou vrstvou, která jej chrání před poškozením.

### Velikost těla

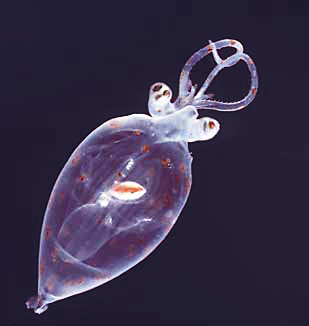
S velikostí některých obřích hlavonožců kontrastuje toto mládě planktonního hlavonožce z antarktických vod

Hlavonožci měří od jednoho centimetru do mnoha metrů (i přes 20 m). Podle současných znalostí je největším hlavonožcem kalmar Hamiltonův a nikoli krakatice obrovská. U měření velikosti desetiramenných hlavonožců je zásadní problém, který rozměr považovat při srovnání za rozhodující. Délka osmi ramen se obvykle blíží délce samotného těla, ale i zde jsou rozdíly. Dvě dlouhá chapadla s rozšířenými konci však daleko přesahují věnec ramen a mohou být velmi dlouhá. Krakatice nalezená roku 1887 na Novém Zélandu měla při celkové délce 17,35 m tělo bez ramen dlouhé pouhých 2,35 m. Celých 15 m připadlo na chapadla.

### Obří hlavonožci

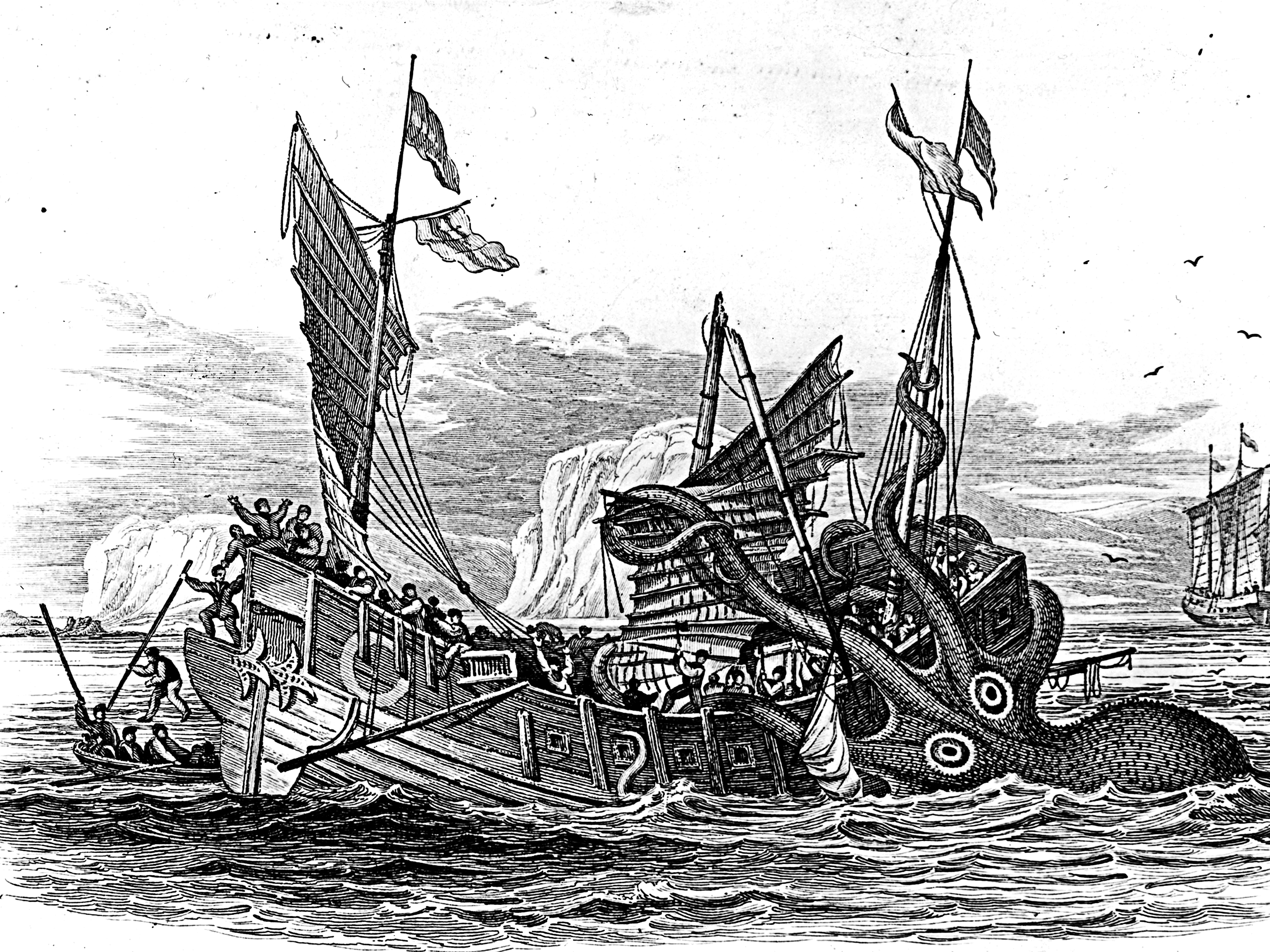
Kolosální chobotnice

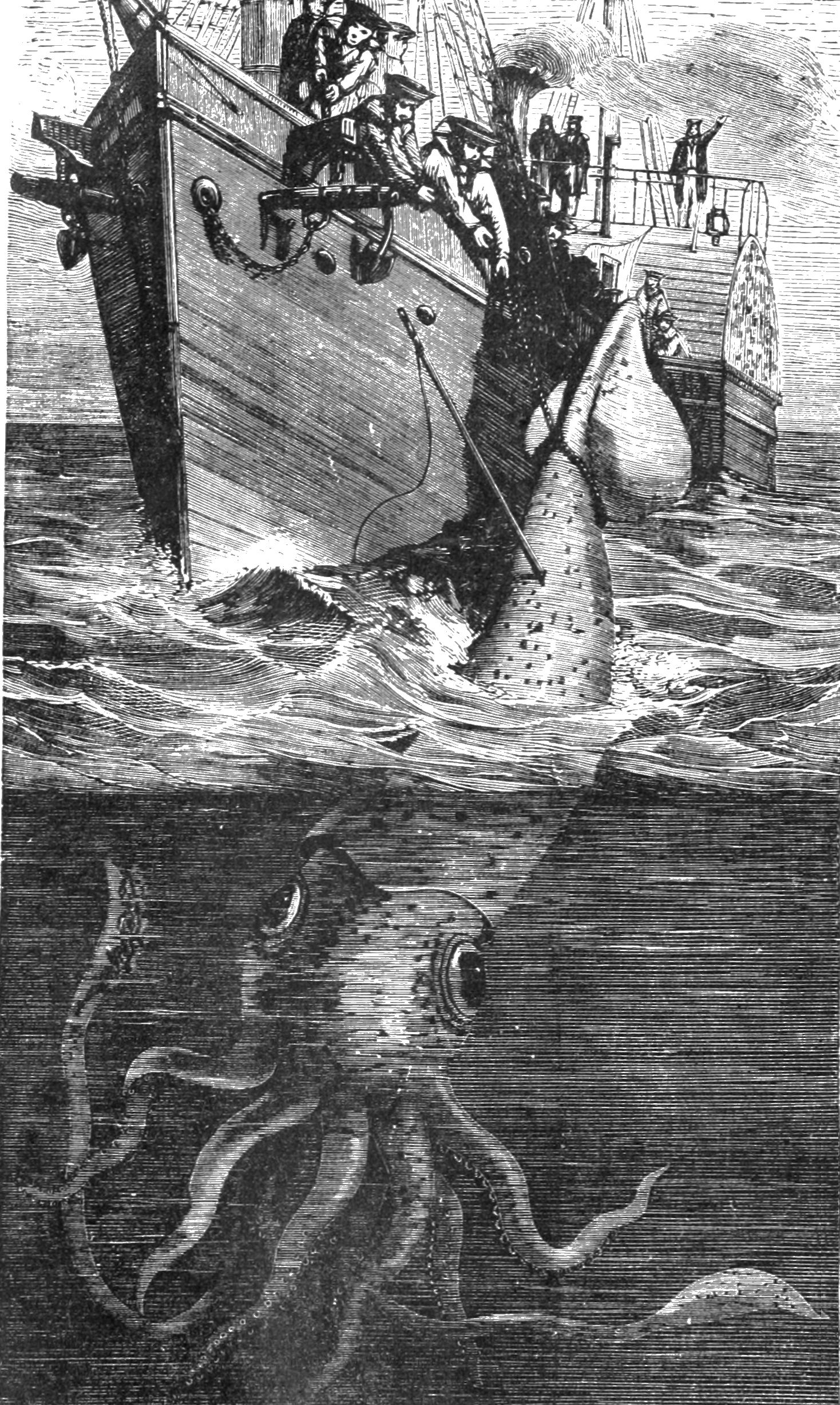
Krakatice bojuje s posádkou lodi Alecton

Tvrzení, že není možné, aby bezobratlí byli větší než obratlovci, dříve ztěžovalo vědcům obhajovat existenci obrovských hlavonožců. Jedním z nich byl na počátku 19. století francouzský vědec Pierre Denys de Monfort. Rozdělil obří hlavonožce na dvě skupiny, krakeny a kolosální chobotnice. Krakeni se měli vyskytovat v severských mořích, plavali volně a byli méně nebezpeční než kolosální chobotnice, které žily u dna tropických moří a byly podle něho odpovědné za většinu útoků na plachetnice. Ačkoli si přesnou hmotnost těchto obřích hlavonožců netroufl odhadnout, tušil, že bude větší než hmotnost největších velryb. Tehdy ho však nikdo neuznal a dožil v bídě a zapomnění, přestože důkazy ležely v muzeích a byly každoročně vyplavovány na břeh.
Jedním z prvních vcelku kladně přijatých svědectví byla zpráva posádky lodi Alecton, která narazila 30. 11. 1861 nedaleko ostrova Tenerife na poraněnou krakatici ležící na hladině a pokusila se několikametrového hlavonožce o hmotnosti přes 2 tuny ulovit. Protože harpuny a střely z pušek nedokázaly v měkkém těle živočicha způsobit větší poranění, nechal kapitán na tělo krakatice navléct smyčku lana. Ta se při pokusu vytáhnout zvíře na palubu zadrhla u ocasní ploutve. Hmotnost zvedaného těla byla nakonec taková, že lano ploutev odřízlo a zmrzačená krakatice zmizela v mořských hlubinách.
Jako by se poté roztrhl s krakaticemi pytel. Na břehy vyplavala obrovská bledá těla mrtvých krakenů, nicméně pravě tehdy se s nimi příliš dobře nezacházelo. Zapsány byly obvykle jen rozměry, které se vědcům zdály příliš přemrštěné na to, aby mohly být pravdivé. Tak se nakonec největší uznávanou krakaticí stal exemplář vyplavený na pláž Timble Tickle při odlivu v listopadu 1878. Šťastný rybář se k němu však nezachoval příliš dobře. Zarazil do jeho těla kotvu, aby neuplaval a podával je jako krmení psům…
Mnoho důkazů přinášejí také možná jediní přirození nepřátelé velkých hlavonožců – vorvani. Staří velrybáři mnohokrát popisovali, jak harpunovaný vorvaň vyvrhoval kusy chapadel dodnes nevídaných rozměrů. Zatím největší takto zaznamenaný údaj hovoří o celém ramenu dlouhém 13,70 m a silném 75 cm. Vzhledem k tloušťce nemohlo jít o chapadlo a protože délka ramen zhruba odpovídá délce těla, muselo pocházet z krakatice s tělem dlouhým kolem 14 m. Druhým zdrojem informací o kořisti vorvaňů je jejich kůže. Jizvy po přísavkách krakatic často vypovídají o tom, že ulovený vorvaň svedl boj s protivníky mnohem většími než jsou mrtví hlavonožci vyplavení na plážích. A při velikosti největších krakatic je otázkou, zda vorvaň odkázaný na zásobu kyslíku v krvi a plicích vyjde ze souboje vždy jako vítěz.
Obyvatelé ostrova Andros na Bahamách jsou přesvědčení o existenci obří chobotnice, které říkají luska. Podle některých dovede uchvacovat i lidi stojící na břehu. Během druhé světové války byla v moři u východního pobřeží ostrova cvičena pod vedením Bruce Wrighta britská komanda žabích mužů. Základna však byla kvůli velkým záhadným ztrátám nakonec přesunuta jinam. Bruce Wright v roce 1967 otiskl v časopisu Atlantic Advocate názor, že luska je obří dosud neznámá chobotnice.

## Počet druhů
Systematickým výzkumem oceánů jsou stále objevovány nové druhy:
- 1997 – 703 recentních druhů[4]
- 2001 – 786 recentních druhů[5]
- 2004 – odhad 1000 až 1200 druhů[6]

Počet vymřelých hlavonožců je však mnohonásobně vyšší, odhadem více než 11 000 druhů. Velmi rozšíření byli hlavonožci zejména v druhohorách, kdy belemnoidi a amonoidi dominovali mnoha mořským nikám. Amoniti vyhynuli krátce po konci poslední druhohorní periody křídy (asi před 65,5 milionu let).

## Smysly

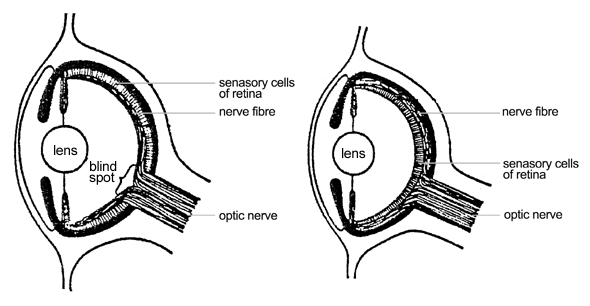
Oči obratlovců (vlevo) a oči dvoužábrých hlavonožců (vpravo), s anglickým popisem

Hlavní smysl hlavonožců je zrak. Dokonalé komorové oči dvoužábrých hlavonožců mají podobnou stavbu jako oči savčí, oproti nim však mají obrácené uspořádání vrstev sítnice (světločivné buňky na povrchu, jejich nervy a cévní zásobení až za nimi), takže nemají slepou skvrnu (vizte obrázek vpravo). Kromě toho jsou oči obřích chobotnic největší v celé živočišné říši, průměr některých je až 40 cm.
Starobylá loděnka má však štěrbinové oči, které jsou naplněné vodou. Má sítnici, ale ne čočku.
Na ramenech mají smyslová čidla hmatu a chuti, vnímají slanost, kyselost a hořkost. Dále mají statokinetická čidla polohy a pohybu.

## Inteligence
Hlavonožci jsou obvykle samotáři, jen část olihní žije v hejnech, žádné opravdu sociální druhy však nejsou známy. Žijí velmi krátce a většinou uhynou po páření. Tyto věci by obyčejně vyloučily inteligenci, nicméně hlavonožci, zvláště chobotnice, inteligentní jsou.
Jejich nervová soustava je nejdokonalejší ze všech bezobratlých, podobně jako smysly. Jejich komorové oči jsou vyvinutější více než savčí. Barvu pokožky mohou měnit nejen kvůli maskování, ale také kvůli komunikaci. Kromě toho vyjadřují zbarvením pokožky své emoce.
Inteligence hlavonožců se vyvíjela v důsledku jejich konkurence, obratlovců. Chobotnice jsou nejinteligentnější, sépie a olihně také vykazují známky inteligence. Přesto prvohorní zástupci, kteří vládli tehdejším mořím, nejspíše příliš inteligentní nebyli, podobně jako loděnka, která je dnes „živoucí zkamenělinou“, památkou na vyhynulé druhy.

### Inteligence chobotnic

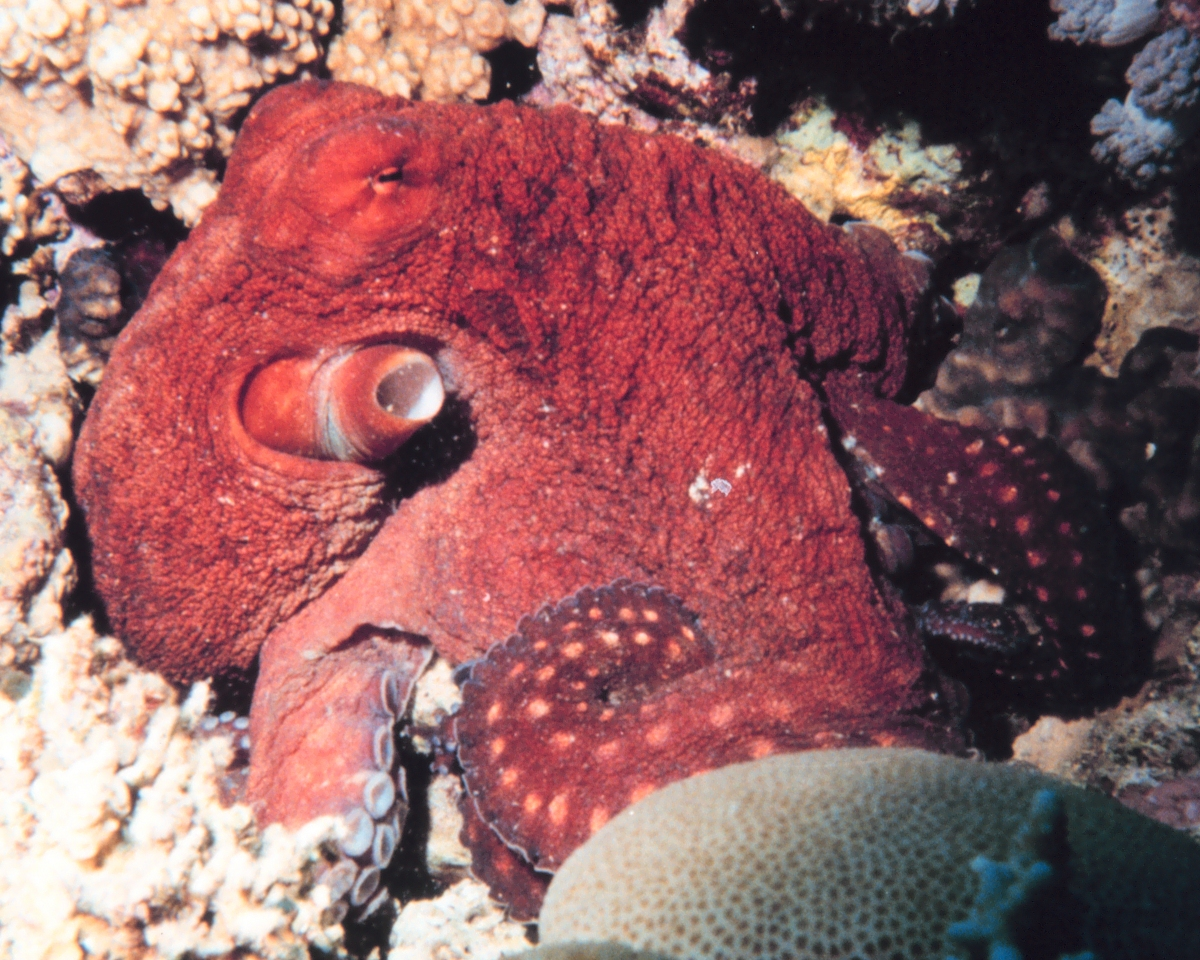
Chobotnice pobřežní patří k nejinteligentnějším hlavonožcům

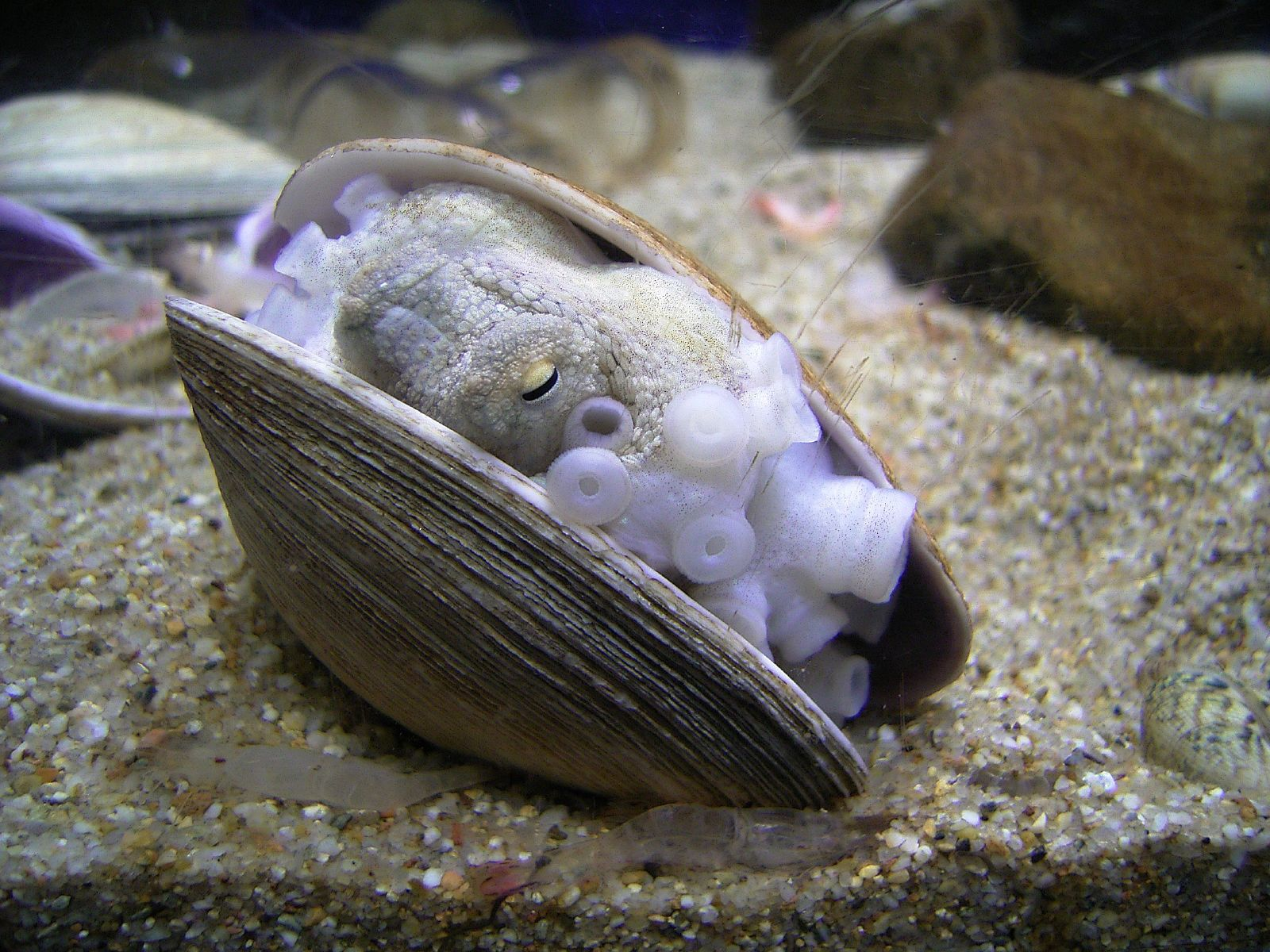
Chobotnice nalézá úkryt ve volné lastuře mlže

Chobotnice dovedou měnit při lovu své strategie podle druhu kořisti a podmínek, ke kterým patří útoky na kraby, otevírání lastur atd. Staví si jednoduchá obydlí z nejrůznějších materiálů někdy i s vchodem, který mohou v případě hrozícího nebezpečí zatarasit. Využívají skalních jeskyní a přizpůsobují se při stavbě podmínkám. Do svého obydlí si nosí nejrůznější lesklé předměty, podobně jako někteří ptáci. Chobotnice si hrají. Možná se mohou učit napodobováním, což je u samotářů přinejmenším podivné.
V zajetí byly pozorovány, jak otevírají zašroubované láhve s potravou a řeší další podobně složité úkoly. Rakouský etolog Hans Fricke sledoval chobotnici, která dokázala manipulovat s průhlednými přepážkami oddělujícími jednotlivé části akvária.
Dále umí rozlišovat mezi různými geometrickými tělesy, ale také stejnými, s odlišným povrchem; také rozpozná nepatrné koncentrace látek ve vodě. Mohou si vytvořit podmíněné reakce na určité podněty. Když se v potravě objeví určitý předmět spojený s tím, že chobotnice dostane elektrošok, příště se potravy s tímto předmětem nedotkne.
Inteligenci chobotnic srovnávají různí vědci s různě vyspělými savci. Někdo ji dává na úroveň hlodavcům, někdo ji srovnává i s delfíny.

## Rozmnožování

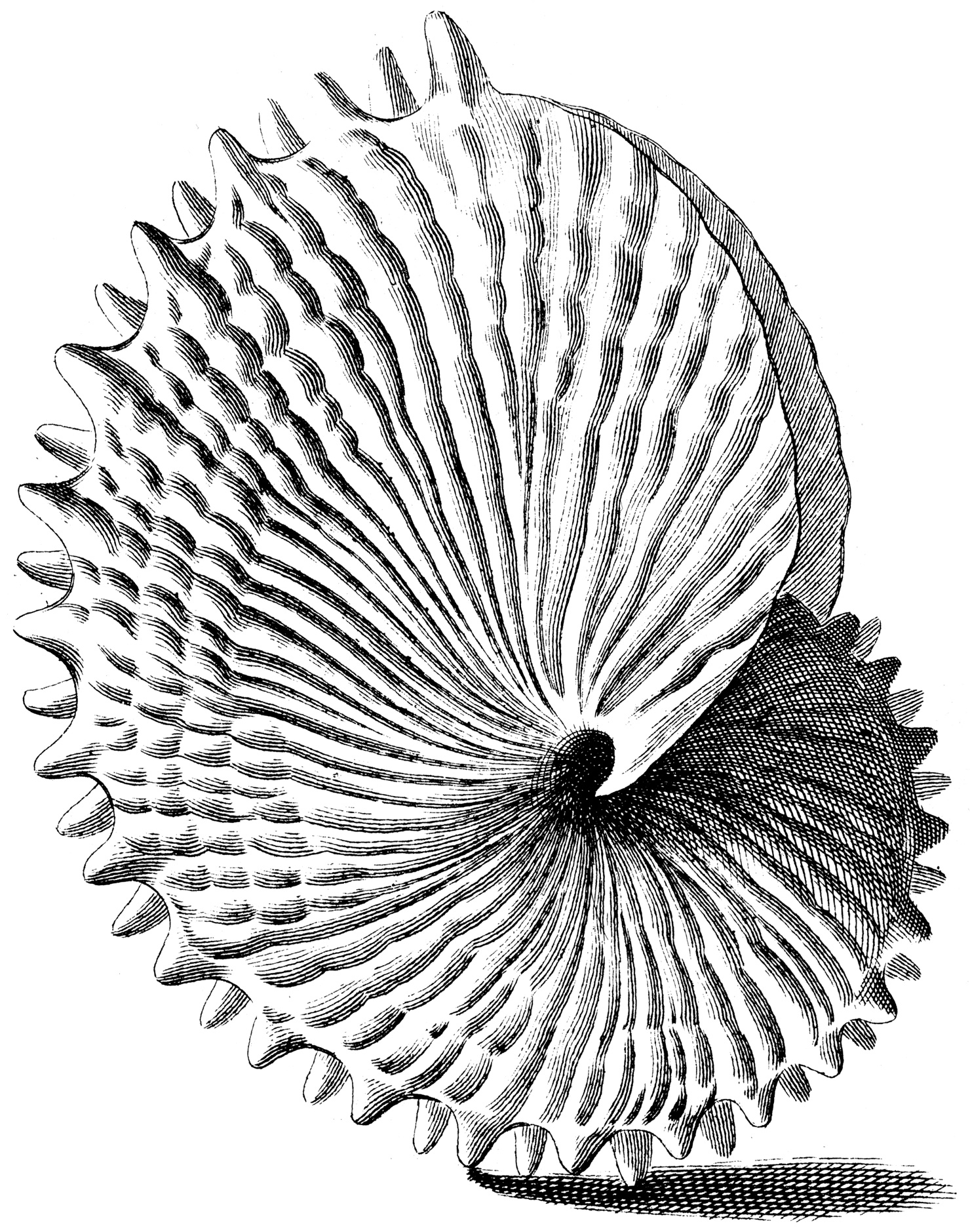
Samice argonauta uchovává svá vajíčka ve velmi tenké schránce

Mají přímý vývin. Obvykle po páření hynou. Samec hektokotylovým ramenem přenese spermie k samici a následně obvykle uhyne. Samice se ještě stará o vajíčka, a protože nepřijímá potravu, krátce po jejich vylíhnutí hyne.
V roce 2005 bylo poprvé zaznamenáno, že krakatice Gonatus onyx se stará o svá vajíčka.
Argonaut se vyznačuje dlouhým hektokotylovým ramenem, které používá k přenosu spermií. Toto rameno se během páření odděluje a je schopné volného pohybu v moři a žije ještě dlouho uvnitř samice. (To zmýlilo i francouzského přírodovědce Cuviera, který je popsal jako cizopasného červa pod jménem Hectocotylus (se stem přísavek)). Na rozdíl od mnoha jiných hlavonožců se samice argonautů mohou pářit vícekrát, zatímco samec jen jednou.

## Hlavonožci a lidé

### Význam pro člověka

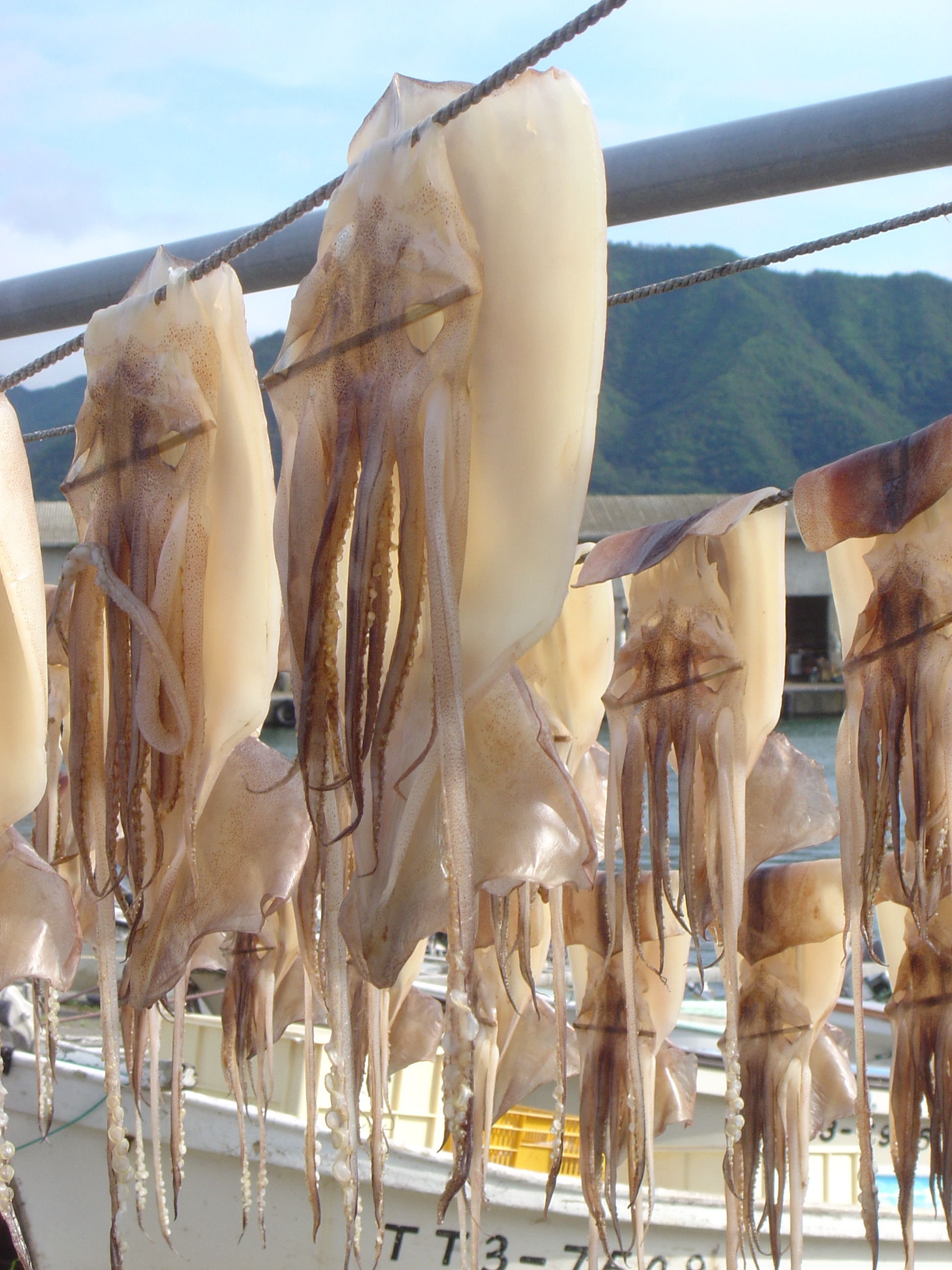
Sušení kalmarů ve městě Iwari, (prefektura Tottori, Japonsko)

Hlavonožci jsou oblíbenou pochoutkou ve středomořských oblastech, v Japonsku i jinde na světě.
Chobotnice jsou často používány při pokusech.

### Odraz kultuře a v mytologii
- Obrovští hlavonožci jsou oblíbenými obludami mnoha hollywoodských filmů.
- Bájný obří hlavonožec severské mytologie se nazývá kraken.
- Traduje se, že za druhé světové války došlo k řadě napadení trosečníků na vorech obřími hlavonožci. Ač jsou podnes obdobné zprávy přijímány poměrně rezervovaně a ač je pravda, že člověk nepatří do typického jídelníčku mořských hlavonožců, nelze vyloučit, že nejde jen o lidovou slovesnost, či výplody myslí vystavených útrapám mezních situací. K obdobným „omylům“ v potravních zvyklostech mořských živočichů dochází kupříkladu u žraloků, přičemž na siluetu člověka pohybujícího se při hladině útočí nejspíše v omylu, že jde o želvu, kterými se žraloci prokazatelně živí. Vzhledem k tomu, že hlavonožci zápolí s nepoměrně většími soupeři, vorvani, je možné, že některé příběhy mají reálný základ.